# 小笠原元続
小笠原 元続（おがさわら もとつぐ）は、戦国時代の室町幕府・後北条氏家臣。小笠原元清（小笠原充康）の子。兵部少輔。

## 生涯
祖父小笠原政清の娘（すなわち元続の叔母）は、伊勢盛時（北条早雲）に嫁いで北条氏綱を生んでおり、この縁で当初仕えていた将軍足利義澄や管領細川高国が共に没落した後に従兄弟の北条氏綱を頼ることになる。
後北条氏と将軍足利義晴及び政所執事伊勢貞孝との交渉役を務め、後北条氏の関東地方平定が室町幕府の利益に適うことを説明した。天文8年（1539年）には足利義晴の使者である大舘晴光が、氏綱の幕府への忠節を賞するために鷹を持って小田原城を来訪した際には、これを迎えている。『寛政重修諸家譜』などでは元亀4年まで生存していたされるが、実際には永禄元年頃までに家督を子の康広に譲り、ほどなく死去したものと考えられる。
息子小笠原康広は、氏綱の子・氏康の娘婿となった。

## 参考
- 『寛政重修諸家譜 巻第193』